# Alberto Costa (homme politique portugais)
Pour les articles homonymes, voir Costa et Alberto Costa.
Alberto Bernardes Costa (né le 16 août 1947 à Évora de Alcobaça), est un homme politique portugais membre du Parti socialiste.

## Biographie

### Sous la dictature
Titulaire d'une licence de droit obtenue à l'université de Lisbonne, où il donne des cours, il effectue un stage à Leiria, où démarre sa vie professionnelle. En 1969, il veut se présenter aux élections législatives sur les listes de l'Opposition démocratique, mais sa candidature est rejetée par la PIDE, la police politique du régime salazariste.
Exclu alors de toutes les universités par décision gouvernementale, il demande et obtient de la France le statut de réfugié politique entre 1973 et 1974.

### Après larévolution des Œillets
Devenu avocat en 1974, il exerce diverses fonctions tant au sein de l'ordre des avocats que de divers secteurs juridiques de l'administration publique, et est également professeur de diverses disciplines juridiques à l'université de Lisbonne, à l'université technique de Lisbonne et à l'institut supérieur de psychologie appliquée.
Adhérent du Parti socialiste, élu à l'Assemblée de la République en 1991, où il est notamment président de la commission des Affaires européennes et vice-président du groupe Socialiste, il fait également partie de l'Assemblée parlementaire de l'OTAN, au cours de diverses législatures.
Après la victoire de son parti aux législatives d'octobre 1995, Alberto Costa est nommé ministre de l'Administration interne du premier gouvernement d'Antonio Guterres. Il conserve ce poste jusqu'au 25 novembre 1997, devenant par la suite administrateur non exécutif de Petróleos de Portugal – Petrogal, SA jusqu'en 1998.
Il est membre de la Convention sur l'avenir de l'Europe entre 2002 et 2003, et responsable du programme électoral du PS pour les élections européennes de 2004. Réélu député lors des législatives anticipées du 20 février 2005, il est nommé ministre de la Justice le 12 mars suivant dans le gouvernement dirigé par José Sócrates.
Ayant été député de Santarém (1991), puis de Lisbonne (1995, 1999) et enfin de Porto (2002), il est, en 2005, représentant de Leiria, la circonscription où il voulait se présenter en 1969, à l'époque de la dictature. Il est élu dans la circonscription de Lisbonne aux législatives de 2009.
Il n'est pas reconduit dans le XVIIIe gouvernement constitutionnel.
Par ailleurs, il est membre de la commission politique nationale du Parti socialiste depuis 1988.